# 콩순이
《콩순이》는 영실업에서 제작한 어린이 장난감 상표이자 대한민국의 애니메이션이다.

## 방영 일시
| 방송 채널 | 방송일                     | 방송 시간             |
| --------- | -------------------------- | --------------------- |
| KBS 1TV   | 2025년 6월 14일 ~ 9월 13일 | 매주 토 오후 2시 15분 |

## 등장인물

### 1 ~ 9기
- 콩순이
- 세요
- 콩콩이
- 아빠
- 엄마
- 밤이
- 송이

### NEW
- 콩순이
- 티미
- 뭉치
- 포미
- 코디
- 큐리
- 콩콩이
- 아빠
- 엄마

## 목소리 출연

### 1 ~ 9기
- 홍소영(1기), 최보배(2 ~ 4기), 박리나(5기 ~ 9기): 콩순이
- 김은아: 세요, 엄마
- 정혜원: 콩콩이, 밤이, 파티시에 언니
- 엄상현: 아빠
- 배진홍: 송이, 유치원 선생님
- 홍범기: 라쿤
- 민승우: 경비 아저씨
- 김현지: 미캣, 이모, 송이 엄마
- 이현: 카를로스
- 류승곤: 할아버지
- 이미자: 외할머니

### NEW
- 박리나: 콩순이
- 김서영: 티미, 뭉치, 엄마
- 조영철: 포미, 아빠
- 김예진: 코디
- 윤아영: 큐리, 콩콩이

## 제작진
- 책임프로듀서 - 김자현 손수희
- 프로듀서 - 목훈, 이순주, 최성철 (정형철, 오성준 기획) 강지연, (김영진, 유채린 제작)
- 이선명 - 총 감독
- MOGGOZI - 애니 제작
- 전형민, 박용진 - 투자 제작 총괄
- 유재현 - 제작 총괄
- 김숙영, 박란 - 시나리오 / 각본
- 박대상, 권지수, 이규현, 이수아, 성채은 -  콘셉트 / 제품디자인
- 김현동, 박대상, 권지수, 정수진, 이규현, 이수아 - 콘센트 디자인
- 이지혜, 이주희 - 그래픽 디자인
- 김지은, 문혜원, 남미현 김수정, 조우리, 김지은 - 비주얼 디자인
- 조은아, 한다희, 이지은, 김다영, 김진환, 전지혜 - 국내 배급, 라이선싱
- 박기대, 이시은, 김주리, 김아롱, 이예지 - 브랜드 마케팅
- 김요한, 최예은, 전은영, 고혜선, 박수진 - 해외배급 / 라이선싱
- 김정은, 오선화(신나게) - 콘티 / 애니메틱
- 오예승, 박현지 - 프로덕션 디자인
- 총감독, 레이아웃 - 설재민
- 김태원, 김구용, 남궁찬양, 김자영 - 모델림 / 앱핑
- 이석관 - 테크니얼 디렉터
- 강영일, 오중건 - 비쥬얼 슈퍼바이저
- 웨스토, (주) 펠릭스 스튜디오, 빈스튜디오스, 리썸(Lissome) 정은희 이충영(아이콘픽처스), 이선진, 김가영, 나길현, 손영준, 여도현, 현수아, Perkasa Arif Anugrah - 애니메이터
- 이수연 최유진(아이콘픽처스), 임완혁 양성모 - 라이팅 / 렌더링 / 합성
- 이수연, 이성수(아이콘픽처스) -  특수 효과
- 라이팅, 렌더링, 합성, 특수효과 - 권양영, 이기남, 웨스토
- 피플앤제이 - 편집
- 작사 - 오프닝 김민영
- 엔딩 작사 김주희
- 작곡 - 손아나라
- 오프닝 - 이정은
- 엔딩 - 오민주
- 박리나, 김은아, 정혜원, 배진홍, 엄상현, 홍범기, 김현지, 이현 - 노래
- 염철규, 유나나, 김민영 김숙영, 박란 - 작사
- 손아나라, 염철규 김나경, 구모균, 천필재 - 작곡

주제가 제작
- CIC MEDIA - 사운드 제작
- 전재민, 이유진 - 효과
- 김정아 - 음악
- 사운즈쿨 박진현, 최창국 - 작곡(BGM)
- 최방욱 - 더빙 연출
- 전재민 - 녹음 / 믹싱
- 김하늘, 김연재(KBS미디어) - 홈페이지 제작
- 조경익, 이수은 - 종합편집
- 황은서 - 자막디자인
- 차한결 - 조연출
- 목훈, 이순주 - 연출
- 기획 - KBS
- 제작 - 영실업, MOGGOZI
- 저작권, 배급, 제공 - 영실업.INC.All rights reserved.

## 방영 목록

#### 1기
(KBS 2TV 방영 기준)
| 회차      | 주제               | 방송 일자       |
| --------- | ------------------ | --------------- |
| 1화       | 아이스크림         | 2015년 4월 18일 |
| 2화       | 동생 돌보기        | 2015년 4월 25일 |
| 3화       | 케이크 만들기      | 2015년 5월 2일  |
| 최종화(4) | 공주가 되고 싶어요 | 2015년 5월 9일  |

#### 2기
(KBS 2TV 방영 기준)
| 회차      | 주제               | 방송 일자        |
| --------- | ------------------ | ---------------- |
| 1회       | 하늘을 나는 자전거 | 2015년 12월 5일  |
| 2회       | 폭풍우 치는 밤에   | 2015년 12월 5일  |
| 3회       | 명탐정 콩순이      | 2015년 12월 12일 |
| 최종화(4) | 토마토가 좋아      | 2015년 12월 12일 |

#### 3기
(KBS 2TV 방영 기준)
| 회차      | 주제                  | 방송 일자        |
| --------- | --------------------- | ---------------- |
| 1화       | 콩순이가 작아졌어요 1 | 2016년 9월 2일   |
| 2화       | 콩순이가 작아졌어요 2 | 2016년 9월 9일   |
| 3화       | 이별은 힘들어         | 2016년 9월 23일  |
| 4화       | 아빠와 요리해요       | 2016년 9월 30일  |
| 5화       | 할로윈 파티 1         | 2016년 10월 7일  |
| 6화       | 할로윈 파티 2         | 2016년 10월 14일 |
| 7화       | 엄마를 도와드려요     | 2016년 10월 21일 |
| 최종화(8) | 파티시에 콩순이       | 2016년 10월 28일 |

#### 4기
(KBS 2TV 방영 기준)
| 회차       | 주제                      | 방송 일자       |
| ---------- | ------------------------- | --------------- |
| 1화        | 마법의 풀                 | 2018년 2월 7일  |
| 2화        | 경비원 아저씨 고맙습니다  | 2018년 2월 28일 |
| 3화        | 발표는 어려워             | 2018년 3월 7일  |
| 4화        | 아빠, 우리 캠핑가요       | 2018년 3월 14일 |
| 5화        | 심부름은 어려워           | 2018년 3월 21일 |
| 6화        | 착한 일이 하나 모자라요 1 | 2018년 3월 28일 |
| 7화        | 착한 일이 하나 모자라요 2 | 2018년 4월 4일  |
| 8화        | 이모, 사랑해요            | 2018년 4월 11일 |
| 9화        | 콩순이가 아파요           | 2018년 4월 18일 |
| 10화       | 콩순이의 장래희망         | 2018년 4월 25일 |
| 11화       | 송이의 걱정               | 2018년 5월 2일  |
| 최종화(12) | 안녕 친구들               | 2018년 5월 9일  |

#### 5기
(KBS 1TV 방영 기준)
| 회차       | 주제                          | 방송 일자        |
| ---------- | ----------------------------- | ---------------- |
| 1화        | 느려도 괜찮아                 | 2019년 11월 20일 |
| 2화        | 뱀파이어 모기                 | 2019년 11월 21일 |
| 3화        | 치과는 무섭지 않아            | 2019년 11월 28일 |
| 4화        | 우리들 음악회                 | 2019년 12월 5일  |
| 5화        | 공룡 1부 - 밤이가 사라졌어요! | 2019년 12월 12일 |
| 6화        | 공룡 2부 - 공룡은 내 친구     | 2019년 12월 19일 |
| 7화        | 눈 내리는 날                  | 2019년 12월 26일 |
| 8화        | 쌍둥이 소동                   | 2020년 1월 2일   |
| 9화        | 꽃게 구출 대작전              | 2020년 1월 9일   |
| 10화       | 친해지고 싶어                 | 2020년 1월 16일  |
| 11화       | 아이스크림 없이 못살아        | 2020년 1월 30일  |
| 12화       | 사라진 콩콩이                 | 2020년 2월 6일   |
| 최종화(13) | 엄마를 찾아서                 | 2020년 2월 13일  |

#### 6기
(KBS 1TV 방영 기준)
| 회차      | 주제                   | 방송 일자        |
| --------- | ---------------------- | ---------------- |
| 1화       | 콩콩이는 미캣을 좋아해 | 2020년 9월 24일  |
| 2화       | 요술 토슈즈            | 2020년 10월 8일  |
| 3화       | 우리동네 지도          | 2020년 10월 15일 |
| 4화       | 골고루 먹어요          | 2020년 10월 29일 |
| 5화       | 다 내거야              | 2020년 11월 5일  |
| 6화       | 꼬물이를 찾아라        | 2020년 11월 12일 |
| 7화       | 이모와 멕시코 친구     | 2020년 11월 19일 |
| 최종화(8) | 신기한 땅속 세상       | 2020년 11월 26일 |

#### 7기
(KBS 1TV 방영 기준)
| 회차       | 주제                 | 방송 일자        |
| ---------- | -------------------- | ---------------- |
| 1화        | 즐거운 여름방학      | 2021년 11월 18일 |
| 2화        | 사진 찍는 날         | 2021년 11월 25일 |
| 3화        | 콩콩아 아프지 마     | 2021년 12월 2일  |
| 4화        | 미안하다고 말해요    | 2021년 12월 9일  |
| 5화        | 태권소녀 콩순이      | 2021년 12월 16일 |
| 6화        | 우리 동네의 마녀     | 2021년 12월 23일 |
| 7화        | 누구의 알일까?       | 2021년 12월 30일 |
| 8화        | 이상한 나라의 콩순이 | 2022년 1월 6일   |
| 9화        | 괴물이 나타났다!     | 2022년 1월 13일  |
| 10화       | 달라도 괜찮아        | 2022년 1월 20일  |
| 11화       | 연날리기             | 2022년 2월 3일   |
| 12화       | 눈에 감기가 걸렸어요 | 2022년 2월 10일  |
| 최종화(13) | 냉장고 속으로        | 2022년 2월 17일  |

#### 8기
(KBS 2TV 방영 기준)
| 회차       | 주제                   | 방송 일자        |
| ---------- | ---------------------- | ---------------- |
| 1화        | 오줌 쌌어요            | 2022년 10월 3일  |
| 2화        | 저금을 해요            | 2022년 10월 3일  |
| 3화        | 소방수가 될 거에요     | 2022년 10월 3일  |
| 4화        | 공룡은 야채를 좋아해   | 2022년 10월 3일  |
| 5화        | 캠핑장의 하늘다람쥐    | 2022년 10월 20일 |
| 6화        | 공주님을 구해줘        | 2022년 10월 27일 |
| 7화        | 아빠를 위한 비밀작전   | 2022년 11월 3일  |
| 8화        | 동물 친구들을 도와요   | 2022년 11월 10일 |
| 9화        | 달라서 즐거워          | 2022년 11월 17일 |
| 10화       | 무얼 만들까?           | 2022년 12월 1일  |
| 11화       | 사라진 산타 할아버지 1 | 2022년 12월 8일  |
| 12화       | 사라진 산타 할아버지 2 | 2022년 12월 15일 |
| 최종화(13) | 양궁소녀 콩순이        | 2022년 12월 22일 |

### 9기
(KBS 1TV 방영 기준)
| 회차       | 주제                       | 방송 일자       |
| ---------- | -------------------------- | --------------- |
| 1화        | 나도 아기가 되고 싶어      | 2024년 5월 11일 |
| 2화        | 아기 고양이를 부탁해       | 2024년 5월 18일 |
| 3화        | 우리 엄마가 최고야         | 2024년 5월 25일 |
| 4화        | 콩순이가 너무 많아         | 2024년 6월 1일  |
| 5화        | 척척박사의 두근두근 냉장고 | 2024년 6월 8일  |
| 6화        | 소중한 내 친구 세요        | 2024년 6월 15일 |
| 7화        | 콩순이의 깜짝 생일         | 2024년 6월 22일 |
| 8화        | 아빠의 코골이              | 2024년 6월 29일 |
| 9화        | 개미가 된 밤이 1           | 2024년 7월 6일  |
| 10화       | 개미가 된 밤이 2           | 2024년 7월 13일 |
| 11화       | 새 친구 아기 하마          | 2024년 7월 20일 |
| 최종화(12) | 새해 복 많이 받으세요      | 2025년 1월 4일  |

### NEW
(KBS 1TV 방영 기준)
| 회차       | 주제                   | 방송 일자       |
| ---------- | ---------------------- | --------------- |
| 1화        | 안녕? 난 콩순이야      | 2025년 6월 14일 |
| 1화        | 우리 모두 청소하자     | 2025년 6월 14일 |
| 2화        | 콩순이의 환영파티      | 2025년 6월 21일 |
| 2화        | 유령이 나타났다!       | 2025년 6월 21일 |
| 3화        | 알록달록 물감 소동     | 2025년 6월 28일 |
| 3화        | 산딸기를 따러가자      | 2025년 6월 28일 |
| 4화        | 바다에 가고 싶어       | 2025년 7월 5일  |
| 4화        | 새싹을 키워내라        | 2025년 7월 5일  |
| 5화        | 딸꾹질을 멈춰라        | 2025년 7월 12일 |
| 5화        | 사진을 찍어보자        | 2025년 7월 12일 |
| 6화        | 따릉따릉 자전거를 탈래 | 2025년 7월 26일 |
| 6화        | 큐리는 씻기 싫어해     | 2025년 7월 26일 |
| 7화        | 종이접기 대결          | 2025년 8월 2일  |
| 7화        | 수박을 먹고 말 테야    | 2025년 8월 2일  |
| 8화        | 포미를 따라해          | 2025년 8월 9일  |
| 8화        | 슈퍼 영웅 티미         | 2025년 8월 9일  |
| 9화        | 찐빵을 지켜내야 해     | 2025년 8월 16일 |
| 9화        | 숲에서 들린 노래       | 2025년 8월 16일 |
| 10화       | 축구왕 콩순이          | 2025년 8월 23일 |
| 10화       | 상상의 숲속으로        | 2025년 8월 23일 |
| 11화       | 누구의 알일까?         | 2025년 8월 30일 |
| 11화       | 잠이 안 와             | 2025년 8월 30일 |
| 12화       | 우리들은 슛돌이        | 2025년 9월 6일  |
| 12화       | 파프리카를 찾아내라    | 2025년 9월 6일  |
| 최종화(13) | 코디의 보물찾기        | 2025년 9월 13일 |
| 최종화(13) | 무지개를 따라서        | 2025년 9월 13일 |

### NEW 2기
(KBS 1TV 방영 기준)
| 회차       | 주제                     | 방송 일자 |
| ---------- | ------------------------ | --------- |
| 1화        | 콩콩 마을 인기스타       |           |
| 1화        | 행운의 네잎클로버        |           |
| 2화        | 내 친구 붕어빵           |           |
| 2화        | 경찰이 된 콩순이         |           |
| 3화        | 엄마랑 함께 소풍 가요    |           |
| 3화        | 숨박꼭질 소동            |           |
| 4화        | 콩순이가 둘이라고        |           |
| 4화        | 티미의 선물              |           |
| 5화        | 풍선껌을 불어요          |           |
| 5화        | 다음 이야기가 궁금해     |           |
| 6화        | 콩콩 마을 마술쇼         |           |
| 6화        | 엄마랑 함께 병원놀이해요 |           |
| 7화        | 감기에 걸린 포미         |           |
| 7화        | 신나는 운동회            |           |
| 8화        | 콩콩이가 커졌어요        |           |
| 8화        | 뭉치의 황금 도토리       |           |
| 9화        | 아빠의 생신 선물         |           |
| 9화        | 마트 놀이를 해요         |           |
| 10화       | 아기를 돌봐요            |           |
| 10화       | 티미의 사르르 쿠기       |           |
| 11화       | 영화를 찍어요            |           |
| 11화       | 모기야 제발 그만해       |           |
| 12화       | 티미의 마음 온도계       |           |
| 12화       | 뭉치만 믿어              |           |
| 최종화(13) | 코디의 비밀 콧수염       |           |
| 최종화(13) | 콩순이의 생일파티        |           |

## 같이 보기
- 치링치링 시크릿 쥬쥬

## 결방 및 편성안내
- 2025년 1월 4일: 제주항공 2216편 활주로 이탈 사고에 따른 편성 대체로 인해 2시 20분으로 편성했다.
- 2025년 7월 19일:  KBS 뉴스특보 남부지방 집중호우 및 네트워크기획 청주기억, 이슈 픽 쌤과 함께 스페셜의 관계로 인해 결방했다.